# Desafio no Deserto
Desafio no Deserto é o sétimo álbum de estúdio da cantora de música gospel brasileira Michelle Nascimento, lançado pela MK Music em outubro de 2015.
O CD contou mais uma vez com a produção de Tuca Nascimento e possui composições de  Paulo Francisco, Anderson Freire e Samuel Messias.
Foi inserido ao mercado embalado pela canção título, que aborda um tema ambicioso para se comercializar. O clipe da canção foi produzido pela agência BME e trouxe excelência em seu roteiro, contexto e filmagem.
Mais tarde foram lançadas 4 Live Sessions (Versões ao vivo) das faixas "A Tua Presença" (Canção que foi fruto de uma  traumatizante da cantora), "Virtude", "Fragmentos", e "Poderosamente Vivo". 
Além destas, também vale ressaltar "Para Sempre" (com a participação do, na época, seu esposo, Vítor Pires), versionada da canção "Forever", da autoria de Kari Jobe, e também a faixa "Jordão" entoada juntamente com Fernanda Brum.
O álbum seguiu a linha de vendas expressivas que a artista viria apresentando nos últimos anos, e apesar de não obter um certificado devido ao desligamento da gravadora à ABPD, estima-se que o álbum tenha superado 40.000 cópias comercializadas, sendo certificado simbolicamente.

## Faixas
1. Desafio no Deserto (André Freire)
2. Fortaleza (Eduardo Schenatto)
3. Virtude (Samuel Messias)
4. Poderosamente Vivo (Luciana Leal)
5. Tua Presença (Lucas Ing)
6. Canção de Jó (Eduardo Schenatto)
7. Mesa no Deserto (Samuel Messias)
8. Fragmentos (part. John Nascimento) (Anderson Freire)
9. Jordão (part. Fernanda Brum) (Tony Ricardo)
10. Creia (Paulo Francisco)
11. Para Sempre (Forever) (part. Vitor Pires) (Brian Johnson, Kari Jobe, Jenn Johnson, Gabriel Wilson, Joel Taylor e Christa Black Gifford - Versão: Christie Tristão)

## Clipes
| Música                | Lançamento             |
| --------------------- | ---------------------- |
| Desafio no Deserto    | 27 de novembro de 2015 |
| Para Sempre (Forever) | 1 de março de 2016     |

## Lives Sessions
| Música             | Lançamento             |
| ------------------ | ---------------------- |
| A tua presença     | 20 de setembro de 2016 |
| Fragmentos         | 21 de outubro de 2016  |
| Virtude            | 21 de novembro de 2016 |
| Poderosamente vivo | 28 de dezembro de 2016 |